# Quebracho (pel·lícula)
Quebracho és una pel·lícula argentina estrenada el 16 de maig de 1974 a Buenos Aires (Argentina)
Narra la història de La Forestal, empresa anglesa d'explotació del quebracho colorado instal·lada a l'Argentina, des de 1900 fins a 1963, al nord de la Província de Santa Fe i sud-est del Chaco.
El quebracho colorado i el seu principal subproducte, el taní, eren un bé molt cobejat entre 1918 i 1945 i la seva explotació es va convertir en eix de lluites polítiques i socials enfilades amb l'evolució del sindicalisme.

## Breu sinopsi
Ambientada en la segona meitat de la dècada de 1910, tracta el problema dels "hacheros" del quebracho, explotats sense restriccions pels empresaris anglesos qui gràcies a l'empara dels governs provincials i nacionals i a l'ajuda repressiva de la policia local i d'una petita força armada (la "gendarmeria volant" o "els cardenals") especialment formada per l'empresa, sotmetien als obrers argentins a condicions de vida pròximes a l'esclavitud.
Podem observar a Quebracho, igual que a La Patagonia rebelde, el paper fonamental que han jugat les idees dels immigrants europeus referides a l'anarcosindicalisme, en el sorgiment del moviment sindical.
Descobrim també, com en alguna època la labor del sindicalista va ser noble i es mostrava sincerament compromesa amb la causa del treballador. A Quebracho és el cap sindical qui aporta els instruments per a aconseguir les millores laborals; amb classes comunitàries, dins d'una comunitat gairebé analfabeta, se'ls ensenya que el camí de l'alliberament va de bracet de l'educació, que el sotmetiment es troba en la ignorància i en la incapacitat de discussió amb els patrons. Compleix un paper fonamental aquí, com a La Patagonia rebelde, la impremta com a mitjà de difusió i comunicació entre els companys de les diferents resolucions adoptades per les organitzacions gremials.
El relat de Quebracho marca clarament dues èpoques diferents de la lluita obrera. Un, entre 1914 i 1918, període de canvis iniciats amb la Primera Guerra Mundial i que es tanca amb la presa del poder per part del comunisme en Rússia, esdeveniment transcendental que xifra les esperances d'una transformació mundial de les relacions de treball. En aquest moment, els líders dels treballadors sorgeixen del propi interior del moviment; són els mateixos treballadors els qui es fan càrrec d'aixecar i defensar les banderes dels seus reclams.
En una segona etapa del problema del quebracho, al voltant dels anys ‘40, sorgeix una nova figura, la del polític pegat a la massa obrera, que sembla buscar el suport dels treballadors només amb l'objectiu d'arribar, eleccions mitjançant, al seu lloc dirigencial. Es dibuixa llavors la figura d'un polític que se serveix del reclam obrer, per als seus propis interessos de poder i que a penes participa de les reivindicacions obreres.

## Repartiment
- Héctor Alterio
- Lautaro Murúa
- Juan Carlos Gené
- Osvaldo Bonet
- Cipe Lincovsky
- Luis Medina Castro
- Héctor Pellegrini
- Walter Vidarte
- Mario Luciani
- Marcos Mundstock voz en off
- Luis Aranda
- Diana Arias
- Carlos Lasarte
- Héctor Biuchet

## Premis
- Festival Internacional de Cinema de Karlovy Vary (Txecoslovàquia / 1974): Premi Especial del Jurat
- Festival de Cinema Iberoamericà